# Озерки (Вытегорский район)
Озерки — деревня в Вытегорском районе Вологодской области.
Входит в состав Анхимовского сельского поселения, с точки зрения административно-территориального деления — в Анхимовский сельсовет.
Расположена на трассе А119. Расстояние по автодороге до районного центра Вытегры — 13 км, до центра муниципального образования посёлка Белоусово — 3 км. Ближайшие населённые пункты — Белоусово, Ближняя Карданка, Никольская Гора.
По переписи 2002 года население — 37 человек (18 мужчин, 19 женщин). Преобладающая национальность — русские (94 %).